# Морозов, Иван Викулович
Иван Викулович Морозов (1865—1933) — российский предприниматель и благотворитель. Потомственный почётный гражданин, гласный Московской городской Думы. Являлся совладельцем и председателем правления Товарищества мануфактур «Морозов Викула с сыновьями и Ко».

## Биография
Иван Викулович Морозов был выходцем из весьма строгой и состоятельной староверческой семьи, в которой соблюдались все посты и не приветствовались контакты с посторонними. Его отец добавил к морозовским фабрикам бумагопрядильную. Проживала семья в переулке в доме около современного Курского вокзала. Сыновей в подростковом возрасте возили на фамильные предприятия и вводили в курс дел. Правнук Саввы Васильевича Морозова, на всю жизнь Иван сохранил близкие отношения с братом Елисеем. При этом у него было ещё четыре брата и пять сестёр. Он окончил юридический факультет Московского университета, став кандидатом правоведения. Был выборным Московского биржевого общества, фактически управлявшего делами столичного купечества.
После смерти отца и женитьбы Иван Викулович купил особняк в Леонтьевском переулке. В этом доме проводились приемы, на которых царила хозяйка. Апартаменты самого Морозова находились на втором этаже и не были доступны посторонним. Особняк располагал зимним садом и биллиардной, а в кабинете владельца во множестве встречались фигурки и изображения лошадей — главной его страсти.
Начиная с 1900 года, когда старший брат Алексей отошёл от дел и отдался всецело коллекционированию (в основном, фарфора), но, как и другие представители рода, остался пайщиком принадлежащих ему предприятий, Иван Викулович полностью посвятил себя управлению семейным делом. В 1914 капитал «Никольской мануфактуры Викула Морозова» составлял огромную сумму в 10 миллионов рублей. Хлопок закупали по всему миру от Америки до Персии и от Египта до Средней Азии. Оптовые склады Морозовых располагались в обеих столицах Российской Империи, Харькове, Одессе, Омске, Ташкенте и Нижнем Новгороде. Товар выпускался высокого качества — так, фабрика удостоилась Гран-при Всемирной выставки в Париже.
В московском Китай-Городе находилась главная контора Викуловской мануфактуры, но Иван Морозов работал и в Орехово, и в Савино. В 1896 открылся Курский вокзал и железная дорога удобно связала столицу, усадьбу и морозовские предприятия в Подмосковье.
Иван Викулович жил по раз заведённому графику и был сдержанным, но при этом деятельным человеком. Каждый день ему подавали один и тот же завтрак. Особой роскоши интерьеров и выезда в обычные дни предприниматель не признавал. Любил лошадей, занимался разведением рысаков. Для лошадей создавались все возможные условия. Существовали большие планы, в частности, касавшиеся скрещивания (метисизации) орловских и американских рысаков, селекция в имении «Иславское» продолжалась даже после революции.
Смена власти в стране положила конец богатству И. В. Морозова. Его имущество было отобрано, в доме разместилось посольство Германии. Некоторое время бывшие владельцы сосуществовали с ним, затем их попросили съехать. Иван Викулович Морозов похоронен на Преображенском кладбище в Москве.

### Семья
Женился на В. А. Вороновой, балерине Большого театра. В брак они вступили через полгода после смерти отца Ивана, возможно, потому, что при его жизни это было невозможно. У пары родилось четверо детей: два сына и две дочери. Жена Морозова была отправлена в ссылку и умерла в 1937 году в Малоярославце.

## Благотворительная и общественная деятельность
И. В. Морозов занимался попечением о бедных, создал несколько социальных объектов (школа, больница), организовал футбольную команду и построил стадион, строил старообрядческие храмы. Последнее стало возможным после указа о веротерпимости, который Николай II издал в 1905 году и который покончил официально с гонениями на старообрядцев в России.
Воскресенско-Покровский храм поморского согласия по проекту архитектора И. Е. Бондаренко стал одним из наиболее удачных проектов Ивана Морозова. В сборе денег на его возведение принимали участие и купцы Зимины, и многие другие беспоповцы. В этом храме прошли два всероссийских собора старообрядцев-поморцев. Закрытый в советское время, он снова действует сегодня. По завещанию отца совместно с Алексеем Морозовым Иван Викулович построил в Москве Морозовскую больницу.